# 湘維
湖南省湘維有限公司，簡稱湖南省湘維，以及湘維（也是主要品牌）（英語：Hunan Xiangwei Company Limited），在1971年由當時化工部設立前身為「湖南省维尼纶厂」。現時由中國昊華化工集團（中國化工集團公司旗下）全資擁有。
現時在中國內地經營聚乙烯醇（PVA）的生产、研发，品牌為「V」和「牛牌水泥」，現時總部位於湖南省溆浦县大江口镇，董事長為贺正龙。

## 連結
- hhxw.chemchina.com （页面存档备份，存于）